# Nazionale maschile di pallavolo della Svezia
La nazionale maschile di pallavolo della Svezia è una squadra europea composta dai migliori giocatori di pallavolo della Svezia ed è posta sotto l'egida della Federazione pallavolistica della Svezia.

## Rosa
Segue la rosa dei giocatori convocati per l'European League 2017.
| N° | Nome                | Ruolo | Data di nascita   | Squadra             |
| -- | ------------------- | ----- | ----------------- | ------------------- |
| 1  | Linus Ekstrand      | S/O   | 25 marzo 1995     | -                   |
| 2  | Anton Wijk Tegenrot | L     | 21 ottobre 1988   | -                   |
| 4  | Fredric Gustavsson  | O     | 7 marzo 1991      | -                   |
| 5  | Staffan Blomgren    | S     | 24 settembre 1992 | -                   |
| 6  | Jens Ahremark       | C     | 22 aprile 1994    | Topvolley Antwerpen |
| 9  | David Pettersson    | C     | 21 gennaio 1994   | -                   |
| 10 | Wilhelm Nilsson     | C     | 17 febbraio 1994  | -                   |
| 11 | Philip Pettersson   | C     | 15 settembre 1992 | -                   |
| 12 | Erik Sundberg       | S     | 19 febbraio 1992  | -                   |
| 13 | Viktor Lindberg     | S     | 27 marzo 1996     | -                   |
| 14 | Jacob Link          | S/O   | 27 giugno 1997    | Padova              |
| 15 | Victor Nielsen      | P     | 1º giugno 1997    | -                   |
| 18 | Dardan Lushtaku     | P     | 5 febbraio 1992   | -                   |
| 19 | Johan Eriksson      | L     | 28 marzo 1987     | -                   |

## Risultati

### Competizioni FIVB
| 1964 | non qualificata | -            |
| 1968 | non qualificata | -            |
| 1972 | non qualificata | -            |
| 1976 | non qualificata | -            |
| 1980 | non qualificata | -            |
| 1984 | non qualificata | -            |
| 1988 | 7º posto        | Convocazioni |
| 1992 | non qualificata | -            |
| 1996 | non qualificata | -            |
| 2000 | non qualificata | -            |
| 2004 | non qualificata | -            |
| 2008 | non qualificata | -            |
| 2012 | non qualificata | -            |
| 2016 | non qualificata | -            |
| 2020 | non qualificata | -            |
| 2024 | non qualificata | -            |

| 1949 | non qualificata | -            |
| 1952 | non qualificata | -            |
| 1956 | non qualificata | -            |
| 1960 | non qualificata | -            |
| 1962 | non qualificata | -            |
| 1966 | non qualificata | -            |
| 1970 | non qualificata | -            |
| 1974 | non qualificata | -            |
| 1978 | non qualificata | -            |
| 1982 | non qualificata | -            |
| 1986 | non qualificata | -            |
| 1990 | 10º posto       | Convocazioni |
| 1994 | 13º posto       | Convocazioni |
| 1998 | non qualificata | -            |
| 2002 | non qualificata | -            |
| 2006 | non qualificata | -            |
| 2010 | non qualificata | -            |
| 2014 | non qualificata | -            |
| 2018 | non qualificata | -            |
| 2022 | non qualificata | -            |

### Competizioni CEV
| 1948 | non qualificata | -            |
| 1950 | non qualificata | -            |
| 1951 | non qualificata | -            |
| 1955 | non qualificata | -            |
| 1958 | non qualificata | -            |
| 1963 | non qualificata | -            |
| 1967 | 16º posto       | Convocazioni |
| 1971 | 17º posto       | Convocazioni |
| 1975 | non qualificata | -            |
| 1977 | non qualificata | -            |
| 1979 | non qualificata | -            |
| 1981 | non qualificata | -            |
| 1983 | non qualificata | -            |
| 1985 | 9º posto        | Convocazioni |
| 1987 | 4º posto        | Convocazioni |
| 1989 | 2º posto        | Convocazioni |
| 1991 | 10º posto       | Convocazioni |
| 1993 | 12º posto       | Convocazioni |
| 1995 | non qualificata | -            |
| 1997 | non qualificata | -            |
| 1999 | non qualificata | -            |
| 2001 | non qualificata | -            |
| 2003 | non qualificata | -            |
| 2005 | non qualificata | -            |
| 2007 | non qualificata | -            |
| 2009 | non qualificata | -            |
| 2011 | non qualificata | -            |
| 2013 | non qualificata | -            |
| 2015 | non qualificata | -            |
| 2017 | non qualificata | -            |
| 2019 | non qualificata | -            |
| 2021 | non qualificata | -            |
| 2023 | non qualificata | -            |

| 2004 | non qualificata | -            |
| 2005 | non qualificata | -            |
| 2006 | non qualificata | -            |
| 2007 | non qualificata | -            |
| 2008 | non qualificata | -            |
| 2009 | non qualificata | -            |
| 2010 | non qualificata | -            |
| 2011 | non qualificata | -            |
| 2012 | non qualificata | -            |
| 2013 | non qualificata | -            |
| 2014 | non qualificata | -            |
| 2015 | non qualificata | -            |
| 2016 | non qualificata | -            |
| 2017 | 3º posto        | Convocazioni |
| 2018 | 10º posto       | Convocazioni |
| 2019 | non qualificata | -            |
| 2021 | non qualificata | -            |
| 2022 | non qualificata | -            |
| 2023 | non qualificata | -            |
| 2024 | non qualificata | -            |
| 2025 | non qualificata | -            |

| 2018 | non qualificata | -            |
| 2019 | non qualificata | -            |
| 2021 | non qualificata | -            |
| 2022 | non qualificata | -            |
| 2023 | non qualificata | -            |
| 2024 | non qualificata | -            |
| 2025 | 1º posto        | Convocazioni |